# Yuya Miura
Yuya Miura (三浦 雄也 Miura Yūya?, nacido el 2 de abril de 1989 en Tōkai, Aichi) es un futbolista japonés que se desempeña como guardameta.

## Trayectoria

### Clubes
| Club                | País  | Año         |
| ------------------- | ----- | ----------- |
| Kashiwa Reysol      | Japón | 2012        |
| Matsumoto Yamaga FC | Japón | 2012        |
| Shimizu S-Pulse     | Japón | 2013 - 2014 |
| V-Varen Nagasaki    | Japón | 2015 - 2017 |

## Estadística de carrera

### J. League
| Club                | Año   | J. League | J. League | Copa J. League | Copa J. League | Total | Total |
| Club                | Año   | Part.     | Goles     | Part.          | Goles          | Part. | Goles |
| ------------------- | ----- | --------- | --------- | -------------- | -------------- | ----- | ----- |
| Kashiwa Reysol      | 2012  | 0         | 0         | 0              | 0              | 0     | 0     |
| Matsumoto Yamaga FC | 2012  | 0         | 0         | -              | -              | 0     | 0     |
| Shimizu S-Pulse     | 2013  | 0         | 0         | 0              | 0              | 0     | 0     |
| Shimizu S-Pulse     | 2014  | 0         | 0         | 0              | 0              | 0     | 0     |
| V-Varen Nagasaki    | 2015  | 0         | 0         | -              | -              | 0     | 0     |
| V-Varen Nagasaki    | 2016  | 1         | 0         | -              | -              | 1     | 0     |
| V-Varen Nagasaki    | 2017  | 0         | 0         | -              | -              | 0     | 0     |
| Total               | Total | 1         | 0         | 0              | 0              | 1     | 0     |